# Сорт
Сортът е група културни растения, които в резултат на селекция придобиват определени характеристики (полезни или декоративни), които ги отличават от други растения от същия вид. Всеки сорт растения има собствено наименование.
Думата е заимствана от френски (на френски: sorte), в който е попаднала от латински (на латински: sors – разновидност, вид). На английски се използва терминът култивар (cultivar, от cultivated variety), т.е. „културна“, а не диворастяща разновидност).
Много растения имат огромно количество сортове: например броят на известните сортове рози надвишава 20 000, на ирисите – 40 000, на финиковите палми – 5000.